# 목포삼학초등학교
목포삼학초등학교는 대한민국 전라남도 목포시에 있는 초등학교다.

## 학교 연혁
- 1976. 08. 13 목포삼학국민학교 설립인가 신청
- 1977. 03. 08 목포삼학국민학교 개교(12학급)
- 1979. 03. 01 18학급 인가
- 1981. 03. 01 목포교육청 미술과교육 시범학교 지정(26학급)
- 1981. 10. 20 제1회 삼학제 개최
- 1984. 03. 01 목포교육청 교과전담제 연구학교 지정
- 1985. 03. 07 전라남도교육청 학교경영 우수학교 표창
- 1986. 03. 01 36학급 인가
- 1990. 03. 01 목포교육청 특별활동 연구학교 지정
- 1991. 03. 01 전라남도교육청 교과 전담제 연구학교 지정
- 1992. 03. 01 전라남도교육청 교과 전담 실험학교 지정
- 1994. 03. 01 전라남도교육청 과학교육 시범학교 지정
- 1995. 03. 01 목포교육청 바른생활과 시범학교 지정
- 1995. 03. 10 병설 유치원 개원
- 1996. 03. 01 목포삼학초등학교로 개칭
- 1997. 03. 01 전라남도교육청 표준학교 지정(33학급)
- 1998. 03. 01 교육부 에너지 절약교육 시범학교 지정
- 1999. 02. 23 다목적 강당 준공(1동)
- 2000. 03. 01 병설 유치원 2학급 인가
- 2002. 09. 01 본관동 개축
- 2006. 03. 01 전라남도교육청 지정 과학교육 연구학교 운영(~2008.02.29)
- 2012. 02. 제 35회 졸업생 배출 (정철원 외 다수)
- 2015. 02. 13 제38회 졸업생 배출(졸업생 105명, 총 8,066명)
- 2017. 03. 01 제18대 김명근 교장 부임
- 2017. 03. 01 교육복지우선지원사업학교(~2020.2.29
- 2018. 09. 01 디지털교과서 선도학교(~2020.02.29)
- 2018. 02. 15 제 41회 졸업생 배출 (졸업생 73명 총 8320명)
- 2019. 03. 01 제19대 이명숙 교장 부임